# Ernst Adolf Waldstein-Wartenberg
Ernst Adolf Waldstein-Wartenberg (česky Arnošt Adolf Waldstein-Wartenberg, 30. března 1925 Doksy – 21. ledna 2019 Vídeň) byl český a rakouský šlechtic z mnichovohradišťské linie hraběcího rodu Waldstein-Wartenberg. V letech 1985–2019 byl hlavou rodu. Stal se obedienčním rytířem Maltézského řádu. V roce 1945 byl jeho rodičům v Československu zkonfiskován majetek na základě Benešových dekretů.

## Původ a kariéra

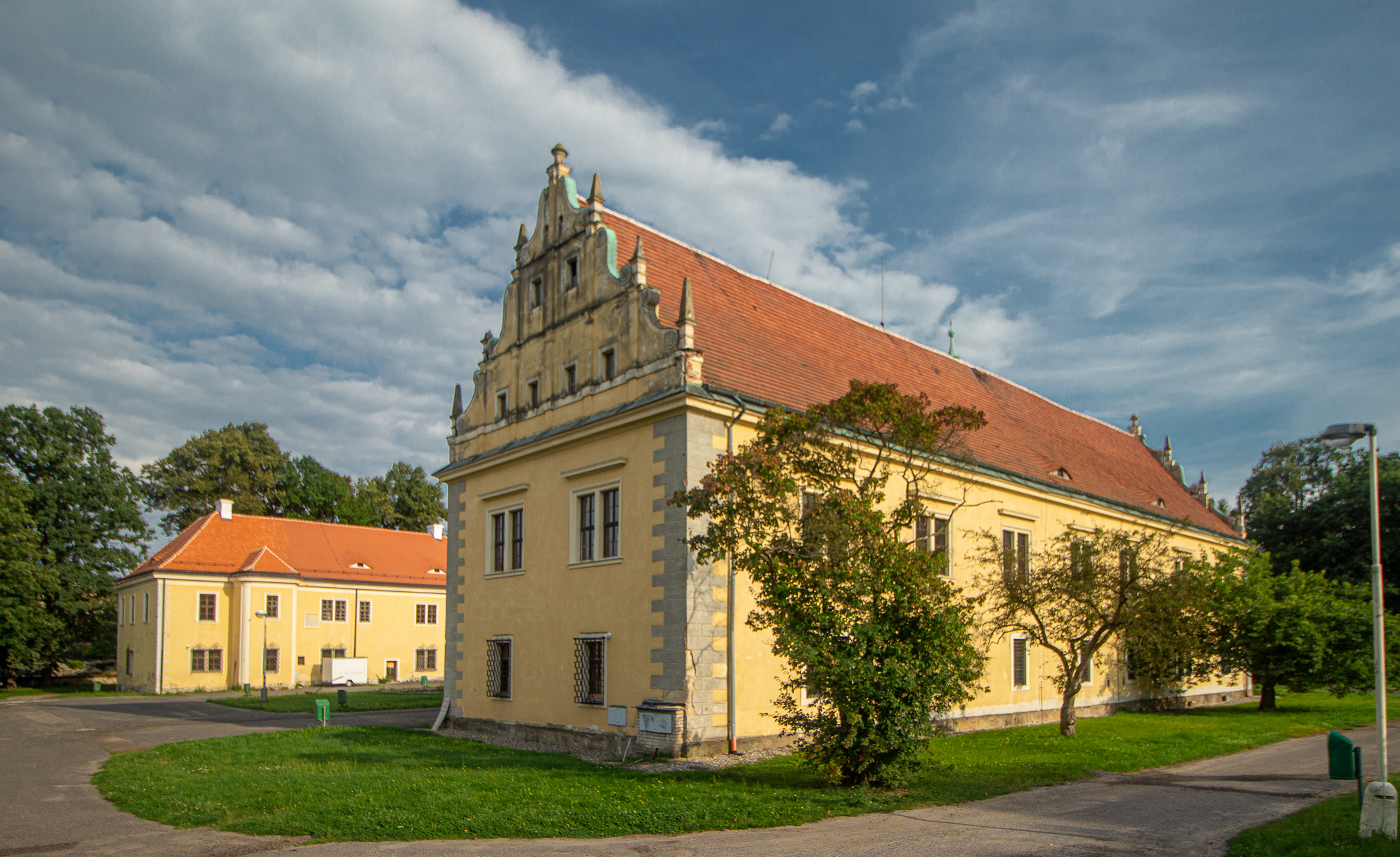
Zámek Doksy

Ernst Adolf Waldstein-Wartenberg (celým jménem Arnošt Adolf Maria Lapidata Quirinus Hugo Antonius Felicitas Bonaventura Hubertus hrabě z Waldstein-Wartenbergu, německy Ernst Adolf Maria Lapidata Quirinus Hugo Antonius Felicitas Bonaventura Hubertus Graf von Waldstein-Wartenberg) se narodil jako syn JUDr. Karla Ernsta Waldstein-Wartenberga (1897–1985) a jeho manželky Marie Johanny, roz. Kinské (1900–1976). Jeho bratr Karl Albrecht (1931–2023) působil jako benediktinský mnich s řeholním jménem páter Angelus v bavorském klášteře Ettal.
Pocházel ze zámožné rodiny, která ve 20. a 30. letech 20. století aktivně vystupovala proti pozemkové reformě v Československu a která si zvolila německou národnost. Jeho otec byl členem Sudetoněmecké strany a po odstoupení československého pohraničí nacistickému Německu získal říšskoněmeckou státní příslušnost.
Jeho rodným jazykem byla němčina, česky se učil soukromě u ředitele gymnázia v Doksech. V České Lípě chodil na německé gymnázium, ale kvůli válce ho nemohl dokončit.
Ernst Adolf musel jako říšský Němec narukovat do wehrmachtu. S vojskem působil v Itálii, Transylvánských Alpách, Maďarsku, Štýrsku a Salzburgu. Dne 28. října 1944 byl postřelen do nohy a převezen do Vídně. Na frontu se už nevrátil. S matkou a sestrou našel útočiště v Tyrolsku. Pracoval u tamějšího statkáře, stal se totiž prozatímním živitelem rodiny, protože otec byl v České Lípě odsouzen za kolaboraci a na rok uvězněn. V Československu byl rodině majetek zkonfiskován na základě Benešových dekretů. Po propuštění z vězení v roce 1946 se otec za rodinou přestěhoval do Rakouska.
Vystudoval Vyšší obchodní školu ve Vídni. Přestěhoval se do Korutan. Zapojil do činnosti církevních organizací. Byl stoupencem reformního hnutí, které v Rakousku nastalo po II. vatikánském koncilu počátkem 70. let. Podporoval myšlenku otevřenosti církve a vstupu laiků (nevysvěcených členů církve) do církevního života.
V roce 1962 se spolupodílel na přípravě rakouského katolického dne (Österreichischer Katholikentag). V 70. letech sehrál klíčovou roli v procesu usmíření mezi německými a slovinskými etnickými skupinami v Korutanech. V letech 1972–1985 byl prezidentem katolické sekce laiků v diecézi Gurk (Katholische Aktion der Diözese Gurk) a následně až do roku 1990 prezidentem Katolické laické rady Rakouska (Katholischer Laienrat Österreichs – KLRÖ). Jejím čestným prezidentem zůstal až do své smrti. V letech 1988–1992 působil také jako předseda Evropského laického fóra (European Laity Forum, Europäisches Laienforum.
Po Sametové revoluci se pokusil o podnikatelský projekt na severu Čech v místech, které si do roku 1991 uzurpovala sovětská armáda. Usiloval také o restituce.

### Úmrtí a pohřeb

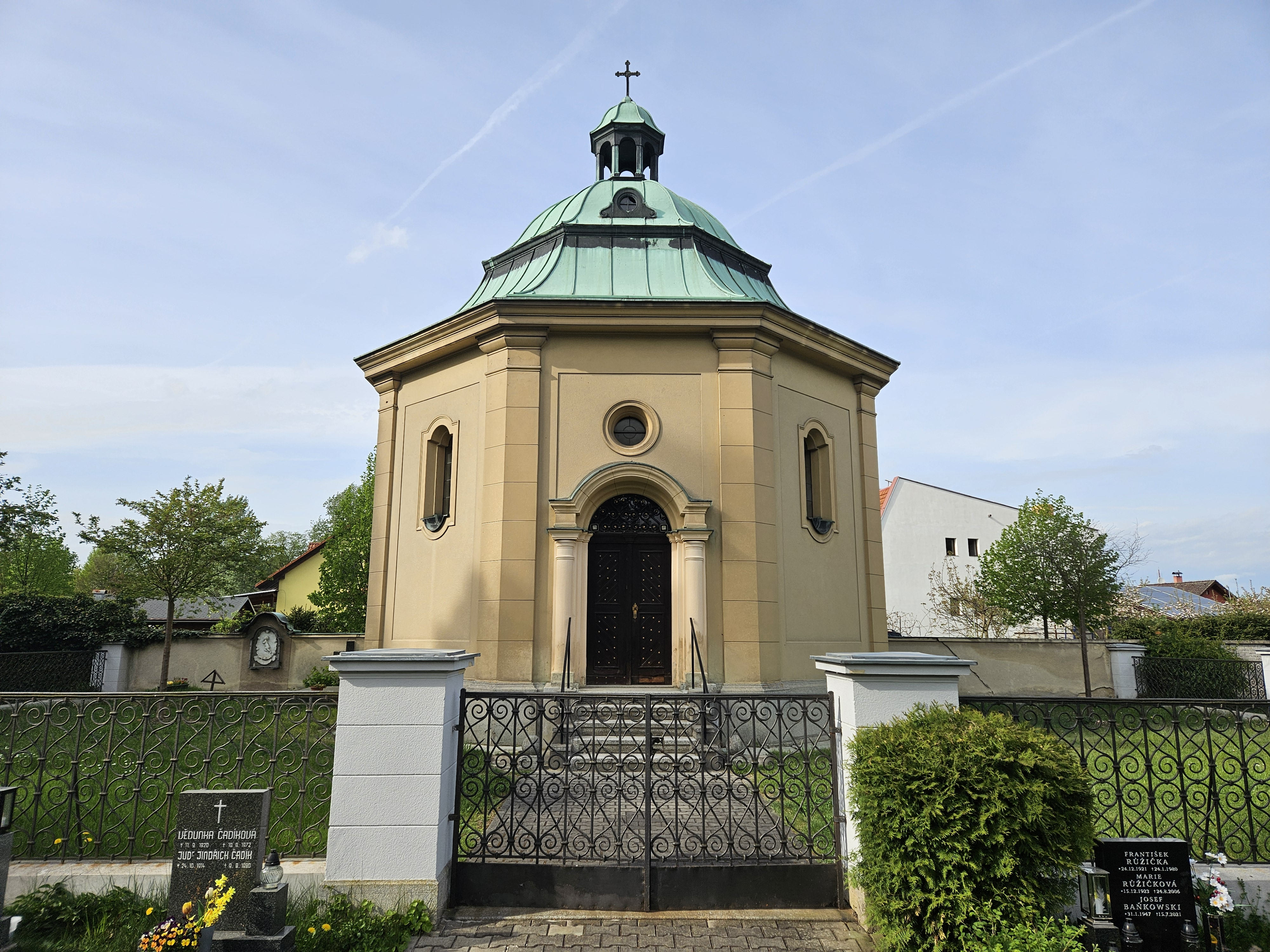
Valdštejnská hrobka v Doksech

Zemřel 21. ledna 2019 ve Vídni. Poslední rozloučení se zesnulým se uskutečnilo v katedrále sv. Štěpána ve Vídni 31. ledna. Zádušní mše se konala také v katedrále sv. Víta 17. února, celebroval ji kardinál Dominik Duka společně s bratrem zemřelého, páterem Angelem. Ještě téhož dne v 16. hodin byly jeho ostatky v souladu s jeho přáním uloženy v rodové hrobce u Valdštejnské kaple na hřbitově v Doksech, kterou nechal zbudovat jeho otec v letech 1931–1933. Byl tak pochován v blízkosti svých prarodičů Adolfa Arnošta z Waldstein-Wartenbergu (1868–1930), Sophie, rozené z Hoyos-Sprinzensteinu (1874–1922) a bratra Franze, který zemřel v kojeneckém věku. V Klagenfurtu se zádušní mše konala 24. února 2019 v katedrále sv. Petra a Pavla. V Doksech byla o tři roky později pohřbena také jeho manželka.

## Rodina
Ve švýcarském Badenu se 11. listopadu 1954 oženil s Marií Wilhelminou (hraběnkou) Henckel (von) Donnersmarck (17. 11. 1929 Náklo – 19. 1. 2022 Vídeň), dcerou Lazara hraběte Henckel von Donnersmarck (1902–1991) a Franzisky hraběnky von und zu Eltz (1905–1997). Narodily se jim tři děti:
- 1. Maria Theresia (20. 1. 1957 Lugano – 1. 3. 1967 Lugano)
- 2. Carl Albrecht (* 13. 6. 1958 Lugano), hlava rodu od roku 2019
  - ∞ (7. 6. 1986 Senftenegg bei Ferschnitz) Angelika Auer (* 22. 3. 1957 Scheibbs, Dolní Rakousy)
- 3. Lazarus (* 11. 11. 1960 Klagenfurt)

Syn Carl Albrecht Waldstein-Wartenberg se vrátil s rodinou po listopadu 1989 zpět do Česka, získal české občanství a v letech 1997–2005 měl sídlo na zámku v Zalužanech.

## Ocenění
Za své aktivity byl několikrát oceněn. Byl nositelem komturského kříže s hvězdou papežského řádu sv. Řehoře, komturského kříže papežského řádu sv. Silvestra, velkého zlatého čestného vyznamenání Korutan, zlaté medaile Hemma diecéze Gurk a plakety Andreje Einspielera Lidové rady korutanských Slovinců.